# Zauggenried
Zauggenried es una localidad y antigua comuna suiza del cantón de Berna, situada en el distrito administrativo de Berna-Mittelland.
Hasta el 31 de diciembre de 2009 estaba situada en el distrito de Fraubrunnen. Y el 1 de enero de 2014 las comunas de Zauggenried, Büren zum Hof, Etzelkofen, Grafenried, Limpach, Mülchi y Schalunen se fusionaron en la comuna de Fraubrunnen.